# Capela do Alto
Capela do Alto is een gemeente in de Braziliaanse deelstaat São Paulo. De gemeente telt 17.232 inwoners (schatting 2009).

## Aangrenzende gemeenten
De gemeente grenst aan Alambari, Araçoiaba da Serra, Iperó, Itapetininga, Sarapuí en Tatuí.